# Драгољуб (биљка)
Драгољуб (Tropaeolum majus) је зељаста, вишегодишња биљка пореклом из Перуа и Мексика. Познат је као украсна вртна врста, али и као лековта биљка у народној медицини и намирница од које се може справљати укусна витаминска салата. У народу се може срести и под именима драгомиље, лажибубе, латинче, латифа, љубидраг, пењалица, слак, капуцинка.

## Распрострањеност
Драгољуб потиче из Јужне Америке, из Перуа, где расте у приобалним подручјима, на надморској висини до 3000 м. У Европу је пренесен почетком 17. века, где се и одомаћио, па се често, у топлијим климатским зонама, може срести као самоникла биљка око потока, башта и гробаља.

## Опис врсте
Драгољуб је зељаста биљка која се у култури може срести у два основна варијетета: као ниска цветница, висине 25−30 цм, или пузавица чије стабло може достићи дужину и до 3,5 м. Стабло је светло зелено и меснато и на местима где дотиче земљу развија адвентивне коренове. У домовини и у областима са топлом климом, где се температуре током зиме не спуштају испод 2°C расте као трајница, док се код нас на отвореном гаји искључиво као једногодишња биљка.
Листови су специфичног облика, готово округли, са израженом нерватуром. Дуга петељка је сочна и месната, изувијана и расте готово из центра листа. Дуге лисне стабљике су испреплетене и са листовима стварају густ склоп.
Цветови су појединачни крупни, мирисни, јединственог облика, са пет латица. Упадљивих су боја, од жуте, преко наранџасте до црвене, прошарани пругама тамнијих нијанси. Плод је сув, дели се на 3 дела, а у сваком има по 1 семе. Цвета сукцесивно од почетка лета до првих мразева.
- Листови
- Цвет
- Цвет
- Плод

## Услови станишта
Драгољуб нема посебних захтева према условима станишта. Једино му је потребно нешто више влаге у земљишту. На сувише хранљивом земљишту развија превелику биљну масу на рачун цветова. Воли сунчане до благо засењене положаје.

## Употреба
Драгољуб је познат као јестива и лековита биљка. На Андима се од давнина користи у народној медицини као средство за дезинфекцију и поспешивање зарастања рана, као и за искашљавање и ублажавање респираторних проблема, а користи се и у кулинарству за исхрану и справљање укусних, витаминских салата. Употребљавају се сви надземни делови биљке, лист и цвет и зрело семе (Tropaeoli majalis folium, flos et semen). Користе се свежи или, за чај, сушени. Драгољуб не треба давати бебама и малој деци, као ни пацијентима оболелим од гастроинтестиналних чирева или бубрежних болести, зато што иритирају слузокожу гастроинтестиналног тракта.
Сви надземни делови богати су сумпорним хетерозидом гликотропеолозидом који се, у присуству воде и од утицајем ензима мирозина, разлазе на бемзил-изотиоцијанид, кисели калијум-сулфат и гликозу. Листови и цветови су богат извор лутеина. У драгољубу има још и смоле, пектина, гуме, танина, разних шећера и до 300 мг витамина C у 100 г.
Доказано је да драгољуб има антибиотска (фитонцидна) својства. Делује слично другим биљкама које имају сумпорних хетерозида и витамина C (рен, ротква, слачица и друге) и има велики значај као превентивно средство, јер испарљиво сумпорно етарско уље уништава многе заразне клице. Све чешће се користи као пријатна витаминска и антискорбутска пролетња кура у облику свакодневне салате или сока исцеђеног из свежег листа драгољуба. Употребљава се за лечење дисајних органа, али и против опадања косе. Висок садржај лутеина чини га значајним у борби против катаракте и других дегенеративних промена на оку.
Треба поменути и инсектицидно и репелентно дејство драгољуба, нарочито значајно последњих година као вид заштите биљака у органској пољопривреди. Наиме, цветови драгољуба снажно привлаче биљне ваши, штитећи тако све околне биљке. Истраживања су доказала да током лета ваши не престају да лете око цветова драгољуба жуте и наранџасте боје, док их по околним биљкама уопште нема.

## Употреба драгољуба у кулинарству
Данас се драгољуб све чешће користи у исхрани, справљање укусних, витаминских салата. Употребљавају се сви надземни делови биљке, лист и цвет и зрело семе (Tropaeoli majalis folium, flos et semen). Осим за салате, свежи листови и цветови употребљавају се и као фини, ароматични зачин за супе, салате и варива, као и за украшавање различитих јела. Још чврсти, недозрели пупољци и зелени плодови у Немачкој се употребљавају за справљање пикантног зачина, познатог као немачки капар (Deutsche Kapern).
- Салата од бораније и драгољуба са пињолима
- Зелена салата са драгољубом, парадајзом и куваним јајетом
- Освежавајућа салата украшена цветовима драгољуба
- Необична воћна супа од боровнице, украшена цветовима драгољуба и плавог различка

### Значај у озелењавању
Ниски варијетети користе се за цветне леје и бордуре. Обзиром на бујан раст могу бити веома декоративни и као покривачи тла. Пузави варијетети такође могу добро покривати тло, а користе се и за вертикално озелењавање зидова. Уколико се драгољуб узгаја и за употребу у исхрани, треба избегавати примену хемијских средстава за заштиту и прихрану у његовој околини. Драгољуб се може успешно узгајати и у посудама. Уколико се током зиме чува у довољно топлим и светлим просторијама, понаша се као трајница и представља како украс, тако и значајан извор витамина током зимског периода.
- Самоникли драгољуб на Аран острвима (Aran Islands), у Ирској
- Драгољуб као покривач тла
- Драгољуб густо покрива околно земљиште
- Драгољуб у цветној леји
- Драгољуб као пузавица
- Драгољуб у посудама на једном париском балкону